# Джорджич, Боян
Бо́ян Джо́рджич (серб. Бојан Ђорђић; ˈbɔjan ˈdʑordʑitɕ; родился 6 февраля 1982 года в Белграде, Югославия) — шведский футболист сербского происхождения. Регулярно приглашается на телевидение в качестве эксперта.

## Футбольная карьера
Джорджич начал карьеру в шведском клубе «Броммапойкарна». В 1999 году перешёл в футбольную Академию английского клуба «Манчестер Юнайтед». Он считался перспективным игроком, и даже получил награду «молодой игрок года Джимми Мерфи» для игроков до 18 лет. но провёл за «Юнайтед» лишь два матча.
Он отправился в аренду в «Шеффилд Уэнсдей», затем — в «Орхус» и «Црвену Звезду». За «Црвену Звезду» он забил свой первый гол в матче против датского клуба «Оденсе» в Кубке УЕФА сезона 2003/04. Затем Боян перешёл в шотландский «Рейнджерс», но из-за травмы не смог закрепиться в команде. В конце сезона 2004/05 он в качестве свободного агента перешёл в «Плимут Аргайл». Интерес к нему также проявлял шведский АИК — клуб, болельщиком которого является Джорджич.
24 августа 2006 года, проведя в «Плимуте» больше сезона, Джорджич был выставлен на трансфер главным тренером клуба Ианом Холлоуэем. Причиной назывался его небрежный подход к играм и тренировкам. Ему было обещано возвращение в основной состав в случае, если он станет более ответственно относиться к своим выступлениям. Он не играл за основной состав 13 месяцев, а в течение этого времени провёл пять матчей за резервистов, в которых забил 8 мячей. 18 ноября 2006 года он вернулся в основной состав «Плимута», забив гол на 5-й минуте матча против «Саутенд Юнайтед» (матч завершился со счётом 1:1). На следующей неделе его вычеркнули из списка потенциальных трансферов клуба. Он забил голы в двух следующих матчах «Плимута» (против «Лидса» и «Лутон Таун»).
19 октября 2007 года контракт Джорджича с клубом был расторгнут по взаимному соглашению сторон; в качестве причины было названо недостаточное количество игрового времени, которое Боян получал, выступая за основной состав. 13 ноября 2007 года Джорджич подписал двухлетний контракт со шведским клубом АИК. Его дебют за АИК состоялся 30 марта 2008 года в матче против «Кальмара» в первом туре сезона 2008 года.
Его первый сезон в клубе омрачился несколькими травмами. 13 сентября 2008 года он вновь травмировался и выбыл из расположения клуба до конца сезона.